# InterLiga
InterLiga var en fotbollstävling från 2004 till 2010 mellan mexikanska klubbar för att avgöra kvalplatserna för det landet i Sydamerikas största fotbollsturnering, Copa Libertadores.

## Turneringar
| År   | Finalarena | Mästare       | Tvåa              |
| ---- | ---------- | ------------- | ----------------- |
| 2004 | Carson     | Santos Laguna | América           |
| 2005 | Houston    | UANL          | Guadalajara       |
| 2006 | Carson     | UANL          | Guadalajara       |
| 2007 | Carson     | Necaxa        | América           |
| 2008 | Carson     | América       | Atlas             |
| 2009 | Carson     | Guadalajara   | Pachuca           |
| 2010 | Carson     | Monterrey     | Estudiantes Tecos |